# Boyne (dopływ Burnett)
Boyne – rzeka w stanie Queensland w Australii. Jej źródła znajdują się poniżej Haly Mountain w Wielkich Górach Wododziałowych w południowo-wschodniej części stanu. Długość wynosi 230 km. Uchodzi do Burnett w okolicach miejscowości Boynewood. Powierzchnia zlewni wynosi 2493 km².
Nazwę rzece nadał hodowca bydła i odkrywca Henry Stuart Russell w 1843 roku, sądząc że jest to ta sama rzeka, co już odkryta Boyne w Central Queensland.
Na rzece znajduje się zapora wodna Boondooma Dam.